# Universiteit van Shenzhen
Universiteit van Shenzhen (Traditioneel Chinees: 深圳大學, Vereenvoudigd Chinees: 深圳大学) is een openbare universiteit in China. Opgericht in 1983, gelegen in het Nanshan district van Shenzhen, provincie Guangdong, is het een veelzijdige universiteit. Er zijn momenteel twee campussen, Yuehai en Lihu, die samen een oppervlakte van 2,72 vierkante kilometer beslaan.
De omgeving van Shenzhen Universiteit is een technologische hub van China, en Ma Huateng, de oprichter van Tencent, is afgestudeerd aan de Shenzhen Universiteit.